# Alewtina Anatoljewna Tanygina
Alewtina Anatoljewna Tanygina (russisch Алевтина Анатольевна Таныгина; * 15. Dezember 1989) ist eine ehemalige russische Skilangläuferin.

## Werdegang
Tanygina trat erstmals im Februar 2007 beim European Youth Olympic Festival in Jaca in Erscheinung. Dort belegte sie den siebten Platz über 7,5 km Freistil und gewann Gold über 5 km klassisch. Von 2008 bis 2014 nahm sie vorwiegend am Eastern Europe Cup teil. Dabei kam sie zweimal aufs Podest und erreichte in der Saison 2013/14 den elften Rang in der Gesamtwertung. Bei den Nordischen Junioren-Skiweltmeisterschaften 2010 in Hinterzarten holte sie Silber über 10 km klassisch. Ihr erstes Weltcuprennen lief sie im November 2011 in Sjusjøen, welches sie auf dem 51. Platz über 10 km Freistil beendete. Eine Woche später holte sie bei der Abschlussetappe der Nordic Opening in Kuusamo mit dem 15. Platz ihre ersten Weltcuppunkte. Im März 2012 wurde sie in Tjumen russische Meisterin im 30-km-Massenstartrennen. Bei der Tour de Ski 2013/14 und 2015 belegte sie den 35. und den 15. Platz in der Gesamtwertung. Im Januar 2015 erreichte sie in Rybinsk mit dem neunten Rang im Skiathlon und dem sechsten Platz über 10 km Freistil ihre ersten Top-Zehn-Platzierungen im Weltcup. Der sechste Platz ist zugleich ihre beste Platzierung im Weltcup. Bei den nordischen Skiweltmeisterschaften 2015 in Falun errang sie den 24. Platz über 10 km Freistil, den 14. Rang im Skiathlon und den siebten Platz mit der Staffel. In der Saison 2015/16 belegte sie den 32. Platz bei der Nordic Opening in Ruka. Dabei erreichte sie mit dem 16. Platz bei der 5-km-Etappe ihre beste Einzelplatzierung der Weltcupsaison.

## Weltcup-Statistik
Die Tabelle zeigt die erreichten Platzierungen im Einzelnen.
- 1.–3. Platz: Anzahl der Podiumsplatzierungen
- Top 10: Anzahl der Platzierungen unter den ersten zehn
- Punkteränge: Anzahl der Platzierungen innerhalb der Punkteränge
- Starts: Anzahl gelaufener Rennen in der jeweiligen Disziplin
- Hinweis: Bei den Distanzrennen erfolgt die Einordnung gemäß FIS.

| Platzierung         | Distanzrennen a | Distanzrennen a | Distanzrennen a | Distanzrennen a | Distanzrennen a | Skiathlon Verfolgung | Sprint | Etappen- rennen b | Gesamt | Team   | Team    |
| Platzierung         | ≤ 5 km          | ≤ 10 km         | ≤ 15 km         | ≤ 30 km         | > 30 km         | Skiathlon Verfolgung | Sprint | Etappen- rennen b | Gesamt | Sprint | Staffel |
| ------------------- | --------------- | --------------- | --------------- | --------------- | --------------- | -------------------- | ------ | ----------------- | ------ | ------ | ------- |
| 1. Platz            |                 |                 |                 |                 |                 |                      |        |                   |        |        |         |
| 2. Platz            |                 |                 |                 |                 |                 |                      |        |                   |        |        |         |
| 3. Platz            |                 |                 |                 |                 |                 |                      |        |                   |        |        |         |
| Top 10              |                 | 1               |                 |                 |                 | 2                    |        |                   | 3      |        | 1       |
| Punkteränge         | 3               | 5               | 1               |                 |                 | 5                    |        | 1                 | 15     |        | 3       |
| Starts              | 6               | 8               | 1               | 1               |                 | 10                   | 5      | 4                 | 35     |        | 3       |
| Stand: Karriereende |                 |                 |                 |                 |                 |                      |        |                   |        |        |         |